# Navire jetable
Un navire jetable est un navire en bois construit pour un seul voyage. Le navire était démonté et le bois récupéré au port de destination.

## Disposable ship

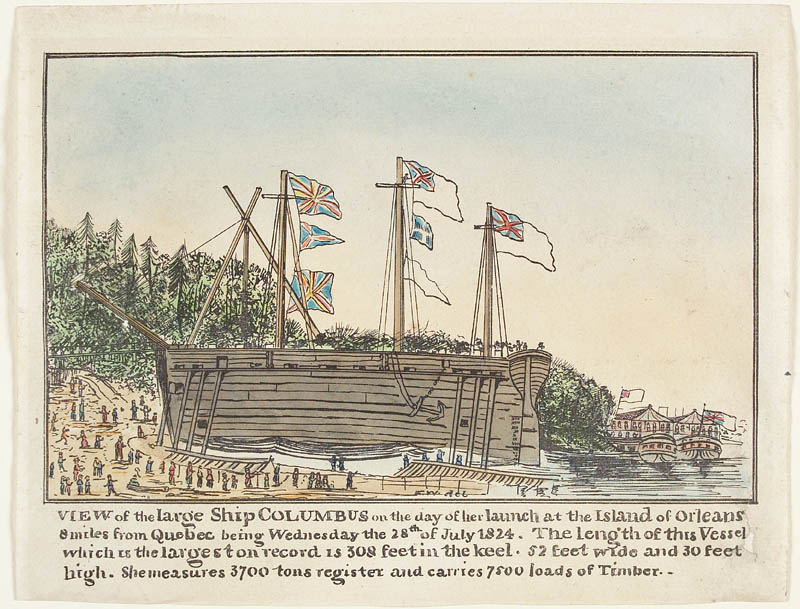
Navire de bois Columbus, lancé en 1824 pour naviguer du Canada vers l'Angleterre.

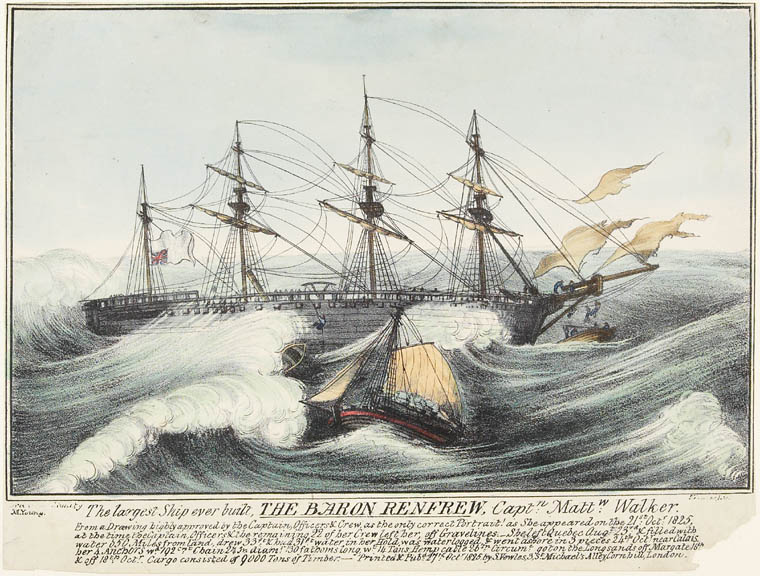
Baron of Renfrew, un grand navire de bois jetable lancé en 1825 pour naviguer du Canada vers l'Angleterre.

Un disposable ship (« navire jetable »), également appelé raft ship, timber ship, ou timber drogher, était un navire de construction très simple et d'une navigabilité médiocre : il ne faisait qu'un voyage de l'Amérique du Nord à l'Angleterre, où il était démantelé et les billes de bois de sa construction vendues au détail aux chantiers navals britanniques. Le navire jetable a été la parade à deux facteurs défavorables à la rentabilité du commerce maritime transatlantique du bois : les taxes élevées et les petites cargaisons.
Les bois de construction d'un navire jetable étaient exonérés des lourdes taxes britanniques sur les cargaisons de « bois de chêne et de pin carré ».
Restaurées vers 1820, ces taxes succédaient, pour les Canadas, à une période d'euphorie autorisée par le blocus continental de 1806 instauré par Bonaparte, qui obligea le Royaume-Uni (qui s'alimentait habituellement sur la Baltique) à importer du bois canadien ; ce qui marqua le départ du commerce du bois carré transatlantique ; les importations de bois étaient ici subventionnées par l'Angleterre (bounties).
La guerre terminée, les primes à l'importation furent supprimées et les anciennes taxes définies par les Navigation Acts furent un temps restaurées, jusqu'en 1846 où elles furent abolies, faisant du commerce du bois l'une des premières applications du libre-échange. Au XIXe siècle, les taxes à l'importation atteindront finalement 275 % de la valeur de la cargaison de bois (10 shillings la charge). Les expériences du Columbus et du Baron of Renfrew doivent être vues  comme un expédient ultime pour maintenir le commerce du bois transatlantique.
Avec les navires jetables, en outre, le voyage retour, généralement sur lest en Amérique du Nord, n'était pas nécessaire. En général, le volume de fret retour représentait un dixième de celui des bois transportés en Angleterre, ce qui impliquait l'utilisation de pierres de lest pour établir l'assiette et la manœuvrabilité du navire. Le chargement et le déchargement du lest étaient coûteux et longs. Les navires de charge construits à Québec étaient donc quelquefois vendus en Europe (évitant le retour sur lest), reconstruits par des chantiers britanniques pour en faire des navires composites bois et fer, destinés au commerce d'Orient. Les entrepreneurs de construction des navires étaient à Québec les mêmes qui exploitaient le bois carré, ce qui fait dire que la construction navale n'était ici qu'une manière d’empaqueter le bois.
L'un des plus grands voiliers en bois jamais construits fut un navire jetable appelé le Baron of Renfrew. Lancé en juin 1825, le Baron of Renfrew de 5 294 tonnes, de construction grossière, fit naufrage dans une tempête alors qu'il était remorqué vers Londres. Bien que les rapports divergent, la plupart indiquent que les bois du navire furent récupérés et vendus et que l'entreprise finalement réussit.
Lorsque la taxe britannique sur les cargaisons de bois fut réduite, l'avantage économique généré par les navires jetables diminua et la construction de tels navires cessa peu de temps après.

## Belyana russe

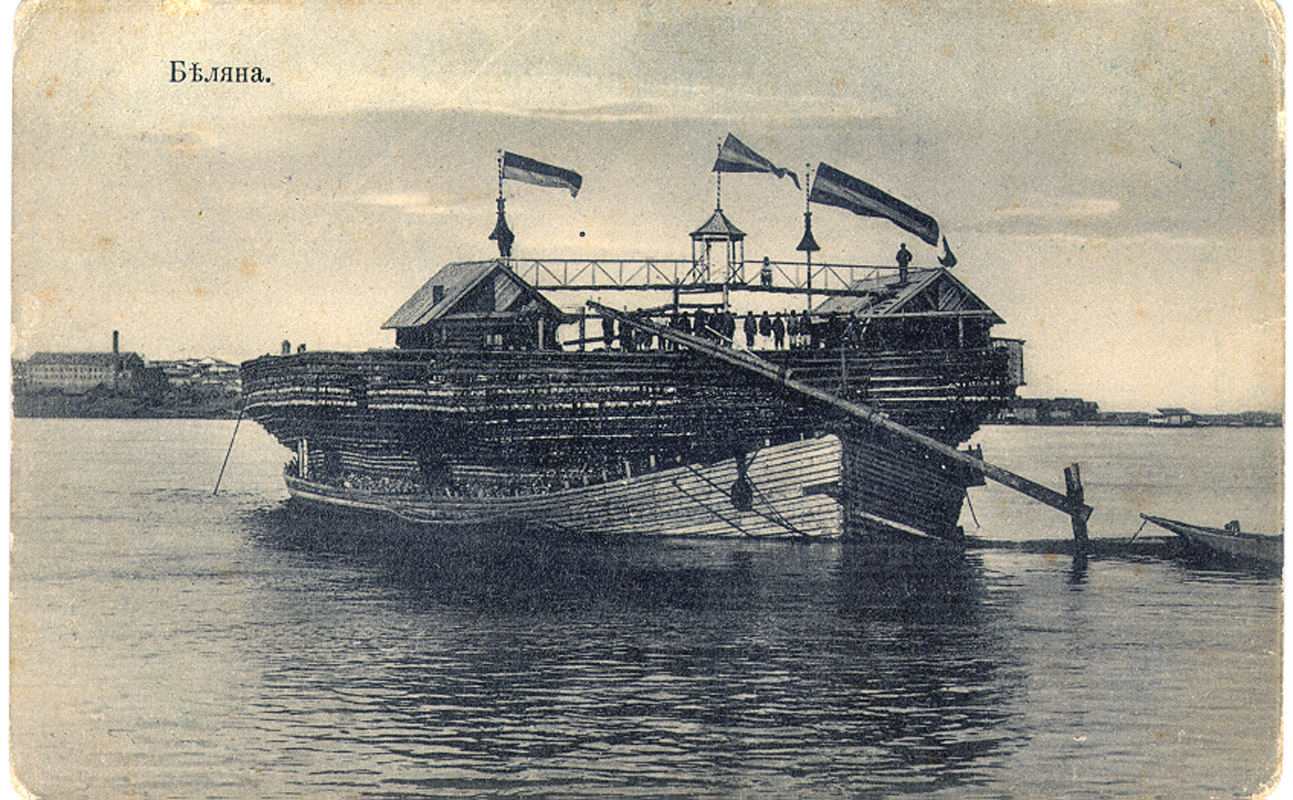
Belyana. Début XXe siècle

Une belyana (russe : Беляна) est une barge à fond plat en bois, non goudronnée, utilisée pour le flottage du bois le long des rivières Volga et Kama au XIXe siècle - début du XXe siècle. C'est un navire jetable comptant parmi les plus grands navires en bois jamais construits.

## Sapinières auvergnates
Les sapinières étaient des bateaux de rivière construits en Auvergne jusqu'au XIXe siècle. Ils servaient à remonter sur Paris diverses denrées auvergnates (charbon, vin, fruits, etc.). Arrivées à destination, le bois était revendu pour le chauffage et seuls l'accastillage (l'ancre en particulier) et les cordages étaient ramenés en Auvergne pour resservir.